# Демус, Отто
Отто Демус (нем. Otto Demus; 4 ноября 1902, Харланд близ Санкт-Пёльтена, (ныне — в земле Нижняя Австрия) — 17 ноября 1990, Вена) — австрийский историк искусства и педагог. Отец пианиста Йорга Демуса и поэта Клауса Демуса.
Учился в Венском университете у Йозефа Стшиговского. Специальностью Демуса было, с одной стороны, византийское искусство, а с другой — искусство Австрии Средних веков. Кроме того, он занимался проблемой охраны памятников истории и культуры, занимая в 1929—1936 годах пост хранителя памятников провинции Каринтия, а в 1936—1939 годах — пост государственного хранителя в департаменте памятников в Вене. В 1939 году Демус эмигрировал в Англию, работал в Лондоне. В 1946 году вернулся и до 1964 года занимал должность директора департамента. В 1963—1973 годах — профессор истории искусств Венского университета.
Труды Демуса частью посвящены австрийскому искусству: «Искусство в Каринтии» (нем. Kunst in Kärnten; 1934), «Позднеготические алтари Каринтии» (нем. Die spätgotischen Altäre Kärntens; 1991), — частью искусству Византии и его влиянию на соседние культуры: «Мозаика Собора Святого Марка в Венеции» (нем. Die Mosaiken von San Marco in Venedig; 1939, «Византийское искусство и Запад» (англ. Byzantine Art and the West; 1970) и др.